# 雲江院
雲江院（うんこういん）は、静岡県袋井市に所在する曹洞宗の寺院。山号は臥龍山（がりゅうざん）。

## 起源と歴史
天正5年(1577年)より、可睡斎13世 士峯宋山大和尚により同地に本寺が開山された。
慶長8年（1630年）3月12日、将軍徳川家光公より朱印高15石（1町7反8畝）を拝戴された。
宝暦年間（1751～1763年）に江戸幕府から可睡斎後見役寺に列せられた。
慶長9年（1604年）7月1日に火災により堂宇伽藍が悉く焼け、同年客殿を再建。
明治8年（1875年）に朱印地等は明治新政府に返還。
昭和19年（1944年、東南海地震の為に、堂宇伽藍が全て倒壊。
戦時中の為に復興もままならず、庫裡・位牌堂を仮設。
昭和34年（1959年)に旧豊岡村野部の保安寺の古い本堂を購入し、利用。

## 交通アクセス
- 東名高速道路袋井インターチェンジから車で5分
- 東海道本線袋井駅から車で10分